# Eupithecia fausta
Eupithecia fausta là một loài bướm đêm trong họ Geometridae.